# شهرستان نامیسووف
شهرستان نامیسووف (به لهستانی: Powiat Namysłów) یک شهرستان در لهستان است که در استان اوپوله واقع شده‌است. شهرستان نامیسووف ۷۴۷٫۶۷ کیلومتر مربع مساحت و ۴۳٬۹۵۷ نفر جمعیت دارد.